# How I'm Feeling Now
Albums de Charli XCX
Charli
(2019) Crash
(2022)
Singles
1. Forever
Sortie : 9 avril 2020
2. Claws
Sortie : 23 avril 2020
3. I Finally Understand
Sortie : 7 mai 2020

How I'm Feeling Now est le quatrième album de la chanteuse britannique Charli XCX, sorti le 15 mai 2020. 
Il a entièrement été créé durant le confinement réalisé par la chanteuse des suites de la pandémie de Covid-19 en avril et mai 2020.

## Description
Le 6 avril 2020, Charli XCX annonce lors d'une visioconférence sur Zoom qu'elle est en train de travailler sur un nouvel album lors de sa quarantaine, et que son titre serait How I'm Feeling Now. Elle révèle également que le projet serait en collaboration avec ses fans via l'utilisation des réseaux sociaux tels qu'Instagram, Twitter, ou Zoom. Elle annonce par la suite que les producteurs exécutifs de ce nouvel opus sont A.G. Cook et BJ Burton, et que le projet sortirait le 15 mai 2020. 

## Singles
Le premier single Forever sort le 9 avril 2020. Le clip vidéo est mis en ligne le 17 avril, et est composé de courtes vidéos envoyées par les fans, sur la demande de la chanteuse.
Le deuxième single intitulé Claws est sorti le jeudi 23 avril 2020. Le clip vidéo sort le 1er mai.
Le troisième single qui se nomme I Finally Understand sort quant à lui le jeudi 7 mai 2020.

## Accueil critique

### Classements des critiques
| Publication           | Classement                      | Position | Réf.   |
| --------------------- | ------------------------------- | -------- | ------ |
| Consequence of Sound  | Top 50 des albums de 2020       | 18       | [ 8 ]  |
| Crack                 | Les meilleurs albums de 2020    | 9        | [ 9 ]  |
| Gigwise (en)          | Les 51 meilleurs albums de 2020 | 30       | [ 10 ] |
| Gorilla vs. Bear (en) | Les albums de 2020              | 24       | [ 11 ] |
| The Line of Best Fit  | Les meilleurs albums de 2020    | 3        | [ 12 ] |
| NPR                   | Les meilleurs albums de 2020    | 50       | [ 13 ] |
| The Plain Dealer      | Les meilleurs albums de 2020    | 42       | [ 14 ] |
| The Quietus           | Les albums de l'année 2020      | 71       | [ 15 ] |
| Stereogum             | Les 50 meilleurs albums de 2020 | 19       | [ 16 ] |
| Uproxx                | Les meilleurs albums de 2020    | 23       | [ 17 ] |
| What Hi-Fi? (en)      | Les 20 meilleurs albums de 2020 | NC       | [ 18 ] |

## Liste des pistes
Toutes les chansons sont écrites et composées par Charlotte Aitchison.
| 1.    | Pink Diamond         | Charlotte Aitchison, Dijon Duenas        | Dijon                      | 2:04 |
| 2.    | Forever              | Aitchison, Alexander Guy Cook, BJ Burton | A. G. Cook, BJ Burton      | 4:03 |
| 3.    | Claws                | Aitchison, Burton, Dylan Brady           | Dylan Brady                | 2:29 |
| 4.    | 7 Years              | Aitchison, A. G. Cook, Burton            | A. G. Cook                 | 3:15 |
| 5.    | Detonate             | Aitchison                                | A. G. Cook                 | 3:39 |
| 6.    | Enemy                | Aitchison                                | Burton                     | 3:43 |
| 7.    | I Finally Understand | Aitchison, Benjamin Keating              | Palmistry                  | 2:31 |
| 8.    | C2.0                 | Aitchison, A. G. Cook                    | A. G. Cook                 | 3:40 |
| 9.    | Party 4 U            | Aitchison, A. G. Cook                    | A. G. Cook                 | 4:56 |
| 10.   | Anthems              | Aitchison                                | Danny L Harle, Dylan Brady | 2:51 |
| 11.   | Visions              | Aitchison, A. G. Cook                    | A. G. Cook                 | 3:49 |
| 37:00 |                      |                                          |                            |      |

Note
- Chaque titre de l'album est stylisé en minuscule.